# Glen MacWilliams
Glen MacWilliams (Saratoga, 21 maggio 1898 – Seal Beach, 15 aprile 1984) è stato un direttore della fotografia statunitense la cui carriera, iniziata alla fine degli anni dieci, durò fino a metà anni sessanta. Negli anni trenta, lavorò anche nel Regno Unito.
Nel 1945, fu candidato all'Oscar per la miglior fotografia in bianco e nero per il film di Alfred Hitchcock Prigionieri dell'oceano.

## Filmografia
- L'americano (The Americano), regia di John Emerson - assistente (1916)
- Un moschettiere moderno (A Modern Musketeer), regia di Allan Dwan - assistente (1917)
- Douglas e gli avvoltoi del Sud (Headin' South), regia di Allan Dwan e Arthur Rosson (1918)
- Dite un po' giovinotto! (Say! Young Fellow), regia di Joseph Henabery (1918)
- One Hundred Percent American, regia di Arthur Rosson - cortometraggio (1918)
- Il cavaliere dell'Arizona (Arizona), regia di Douglas Fairbanks e Alan Parker (1918)
- Douglas l'avventuriero dilettante (The Knickerbocker Buckaroo), regia di Albert Parker (1919)
- Sua Maestà Douglas (His Majesty, the American), regia di Joseph Henabery (1919)
- La fortuna dell'irlandese (The Luck of the Irish), regia di Allan Dwan (1920)
- Ah! sposiamoci subito! (The Poor Simp), regia di Victor Heerman (1920)
- A Splendid Hazard, regia di Arthur Rosson (1920)
- Kismet, regia di Louis J. Gasnier (1920)
- Wing Toy, regia di Howard M. Mitchell (1921)
- Partners of Fate, regia di Bernard J. Durning (1921)
- Il lampionaio (The Lamplighter), regia di Howard M. Mitchell (1921)
- The Mother Heart, regia di Howard M. Mitchell (1921)
- Lovetime, regia di Howard M. Mitchell (1921)
- I nemici delle donne (Ever Since Eve), regia di Howard M. Mitchell (1921)
- Il mio bambino (My Boy), regia di Victor Heerman e Albert Austin (1921)
- Dolor di bambino (Trouble), regia di Albert Austin (1922)
- Oliviero Twist (Oliver Twist), regia di Frank Lloyd (1922)
- Deserted at the Altar, regia di William K. Howard, Albert H. Kelley (1922)
- The Spider and the Rose, regia di John McDermott (1923)
- Quicksands, regia di Jack Conway (1923)
- Roberto di Hentzau (Rupert of Hentzau), regia di Victor Heerman (1923)
- La voragine splendente (The Dangerous Maid), regia di Victor Heerman (1923)
- Capitan Baby (Captain January), regia di Edward F. Cline (1924)
- The Mine with the Iron Door, regia di Sam Wood (1924)
- Helen's Babies, regia di William A. Seiter (1924)
- The Re-Creation of Brian Kent, regia di Sam Wood (1925)
- The Wheel, regia di Victor Schertzinger (1925)
- Thunder Mountain, regia di Victor Schertzinger (1925)
- Lazybones, regia di Frank Borzage (1925)
- La frontiera del sole (The Golden Strain), regia di Victor Schertzinger (1925)
- Siberia, regia di Victor Schertzinger (1926)
- Il giglio (The Lily), regia di Victor Schertzinger (1926)
- The Return of Peter Grimm, regia di Victor Schertzinger (1926)
- Stage Madness, regia di Victor Schertzinger (1927)
- Le caviglie di Eva (Ankles Preferred), regia di John G. Blystone (1927)
- Il cuore di Salomè (The Heart of Salome), regia di Victor Schertzinger (1927)
- The Secret Studio, regia di Victor Schertzinger (1927)
- Un accidente di ragazza (Pajamas), regia di John G. Blystone (1927)
- Ladies Must Dress, regia di Victor Heerman (1927)
- Love Hungry, regia di Victor Heerman (1928)
- Win That Girl, regia di David Butler (1928)
- The Bath Between, regia di Benjamin Stoloff - cortometraggio (1928)
- Hearts in Dixie, regia di Paul Sloane (1929)
- The Valiant, regia di William K. Howard (1929)
- Pleasure Crazed, regia di Donald Gallaher, Charles Klein (1929)
- Ombre nere (Black Magic), regia di George B. Seitz (1929)
- Angelo biondo (The Arizona Kid), regia di Alfred Santell (1930)
- Tu che mi accusi (Common Clay), regia di Victor Fleming (1930)
- Il lupo dei mari (The Sea Wolf), regia di Alfred Santell (1930)
- Men on Call, regia di John G. Blystone (1930)
- Anima e corpo (Body and Soul), regia di Alfred Santell (1931)
- The Front Page, regia di Lewis Milestone (1931)
- Hay que casar al príncipe, regia di Lewis Seiler (1931)
- Sob Sister, regia di Alfred Santell (1931)
- While Paris Sleeps, regia di Allan Dwan (1932)
- Rebecca of Sunnybrook Farm, regia di Alfred Sante (1932)
- Hat Check Girl, regia di Sidney Lanfield (1932)
- Sleeping Car, regia di Anatole Litvak (1933)
- A Cuckoo in the Nest, regia di Tom Walls (1933)
- Vienna di Strauss (Waltzes from Vienna), regia di Alfred Hitchcock (1934)
- Paradiso in fiore (Evergreen), regia di Victor Saville (1934)
- Il diavolo in caserma (Orders Is Orders), regia di Walter Forde (1934)
- The Camels Are Coming, regia di Tim Whelan e, non accreditato, Robert Stevenson (1934)
- My Heart Is Calling, regia di Carmine Gallone (1935)
- Heat Wave, regia di Maurice Elvey (1935)
- L'uomo che vide il futuro (The Clairvoyant), regia di Maurice Elvey (1934)
- La notte della festa (The Night of the Party), regia di Michael Powell (1935)
- The Return of Peter Grimm, regia di George Nichols Jr. e Victor Schertzinger (1935)
- First a Girl
- Things Are Looking Up, regia di Albert de Courville (1935)
- Ho inventato una donna (It's Love Again), regia di Victor Saville (1936)
- Così comincia l'amore (Head Over Heels), regia di Sonnie Hale (1937)
- Uomini coraggiosi (The Great Barrier), regia di Geoffrey Barkas, Milton Rosmer (1937)
- King Solomon's Mines , regia di Robert Stevenson (1937)
- La ballerina dei gangsters (Gangway), regia di Sonnie Hale (1937)
- Con l'amore non si scherza (Sailing Along), regia di Sonnie Hale (1938)
- The Proud Valley, regia di Pen Tennyson (1940)
- A Window in London, regia di Herbert Mason (1940)
- Michael Shayne e l'enigma della maschera (Dressed to Kill), regia di Eugene Forde (1941)
- Ciao amici! (Great Guns), regia di Montague Banks (1941)
- Blue, White and Perfect, regia di Herbert I. Leeds (1942)
- Young America, regia di Louis King (1942)
- Sundown Jim, regia di James Tinling (1942)
- A-Haunting We Will Go (Sim salà bim), regia di Alfred L. Werker (1942)
- The Man in the Trunk, regia di Malcolm St. Clair (1942
- It's Everybody's War, regia di Will Price - cortometraggio (1942)
- Chetniks, regia di Louis King (1943)
- He Hired the Boss, regia di Thomas Z. Loring (1943)
- Fior di neve (Wintertime), regia di John Brahm (1943)
- Prigionieri dell'oceano (Lifeboat), regia di Alfred Hitchcock (1944)
- Roger Touhy, Gangster, regia di Robert Florey (1944)
- La nave senza nome (Wing and a Prayer), regia di Henry Hathaway (1944)
- Vittoria alata (Winged Victory), regia di George Cukor (1944)
- Gli ammutinati di Sing Sing (Within These Walls), regia di H. Bruce Humberstone (1945)
- The Spider, regia di Robert D. Webb (1945)
- Shock, regia di Alfred L. Werker (1946)
- It Shouldn't Happen to a Dog, regia di Herbert I. Leeds (1946)
- If I'm Lucky, regia di Lewis Seiler (1946)
- Cento colpi di pistola (A Lust to Kill), regia di Oliver Drake (1958)
- Girl with an Itch, regia di Ronald V. Ashcroft (1958)